# 黄政宇
黄 政宇（こう せいう、1997年1月24日 - ）は、中華人民共和国・広州市出身のサッカー選手。中国サッカー・スーパーリーグ・山東泰山足球倶楽部所属。ポジションはディフェンダー（DF）。

## 来歴

### クラブ歴
2016年、広州富力足球倶楽部の下部組織からトップチームに昇格。ドラガン・ストイコビッチ監督の下、2016年7月2日の石家荘永昌足球倶楽部戦の87分に盧琳と交代で中国サッカー・スーパーリーグ初出場、DF張賢秀がオリンピック出場により不在となった第22節山東魯能戦で初先発を飾った。2016シーズンは6試合に出場した。また同年11月7日に広州富力と5年契約を結んだ。
2017年は外国人枠の減少、若手選手起用枠の関係もあり、レギュラーポジションを確保。年間ベスト11に選出された。

### 代表歴
2016年9月にはU-20代表に選抜され、AFC U-19選手権2016に参加した。
2017年3月にはU-22代表に選抜され、ドバイへと親善試合に向かった。
2024年6月11日、2026 FIFAワールドカップ予選の韓国代表戦でA代表初出場。

## 所属クラブ
プロ経歴
- 2016年 - 2022年  広州富力足球倶楽部
- 2023年 -  山東泰山足球倶楽部